# Часелька
Часелька — река на севере Западной Сибири, в Ямало-Ненецком автономном округе России.

## География

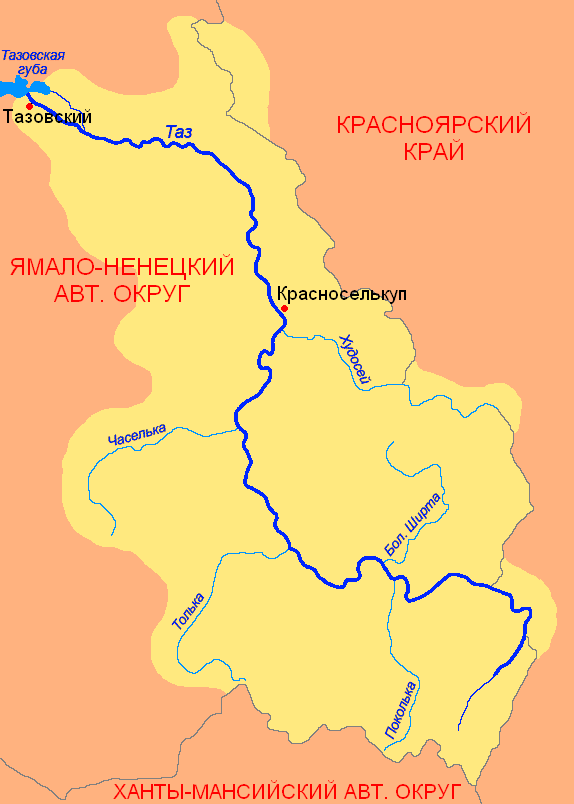
Бассейн реки Таз с притоками

Длина реки — 295 км. Площадь её водосборного бассейна — 12 100 км². Среднегодовой расход воды — 120 м³/с. Впадает в реку Таз слева на 555-м км от устья. Высота устья — 14 м над уровнем моря. Берёт начало из озера Часельского, высота истока — 41 м над уровнем моря. Течёт в пределах северной тайги сначала на север, а затем на восток. Замерзает в октябре, вскрывается в конце мая — начале июня. Средняя продолжительность ледостава — 7 месяцев. Замерзание и вскрытие сопровождается ледоходом. Питание снеговое и дождевое. Самый многоводный месяц — июнь.
Основные притоки: слева — Тэкоделькы, Алапокотылькы, справа — Ютурмалькы, Кэтылькы, Польмаркылькы, Ханчейяха.
В реке водится щука, окунь, язь, чебак (сибирский елец).

## Притоки
(км от устья)
- 7 км: Ютырмалькы
- 28 км: Кэтылькы
- 46 км: Понкэтылькы
- 53 км: Печчалькы
- 105 км: Тэкоделькы
- 119 км: Польмаркылькы
- 137 км: Чонтокылькы
- 148 км: Коодьяха
- 167 км: Ханчейяха
- 181 км: Мотыльяха
- 192 км: Ситэпыльяха
- 206 км: Кыпа-Пиччельяхако
- 215 км: Тыдыльяхако
- 220 км: Алапокотылькы
- 236 км: Ядьяха
- 242 км: Ланкурсятаяха
- 245 км: Янгъяха
- 247 км: Хадутейяха
- Ирийяха
- 281 км: Серисейяха
- Большая Хальмеръяха